# Tipula (Microtipula) erebus
Tipula (Microtipula) erebus is een tweevleugelige uit de familie langpootmuggen (Tipulidae). De soort komt voor in het Neotropisch gebied.